# Johan Bojer
Johan Bojer (6 de març de 1872 - 3 de juliol de 1959) va ser un popular novel·lista i dramaturg noruec. Va escriure principalment sobre la vida dels agricultors i pescadors pobres, tant a la seva Noruega natal com entre els immigrants noruecs als Estats Units. Va ser nominat cinc vegades al Premi Nobel de Literatura.

## Biografia
Bojer va néixer Johan Kristoffer Hansen al poble d'Ørkedalsøren, ara la ciutat d'Orkanger, al comtat de Sør-Trøndelag. Fill de pares solters, Hans Christophersen Bojer i Johanna Iversdatter Elgaaen, va créixer com a fill d'acollida en una família pobra que vivia a Rissa, prop de Trondheim, Noruega. Bojer va conèixer ben aviat les realitats de la pobresa. Els seus primers anys els va passar treballant a una granja i treballant com a comptable. Després de la mort del seu pare el 1894, va prendre el cognom Bojer.
La seva obra literària va començar amb la publicació d'Unge tanker el 1893, i va continuar agafant força durant la dècada de 1920. A causa de la varietat de temes que va tractar, va guanyar elogis de la crítica a Noruega. Va guanyar fama internacional després que moltes de les seves obres fossin publicades en llengües estrangeres. Els crítics generalment reconeixen que la seva millor obra és la seva novel·la, Den siste viking, (Títol en anglès: The Last of the Vikings). Aquesta novel·la representa de manera poderosa i realista la vida dels pescadors de Trøndelag, que passen l'hivern pescant a l'arxipèlag de l'illa Lofoten dins del cercle polar àrtic, prop de la costa nord de Noruega.

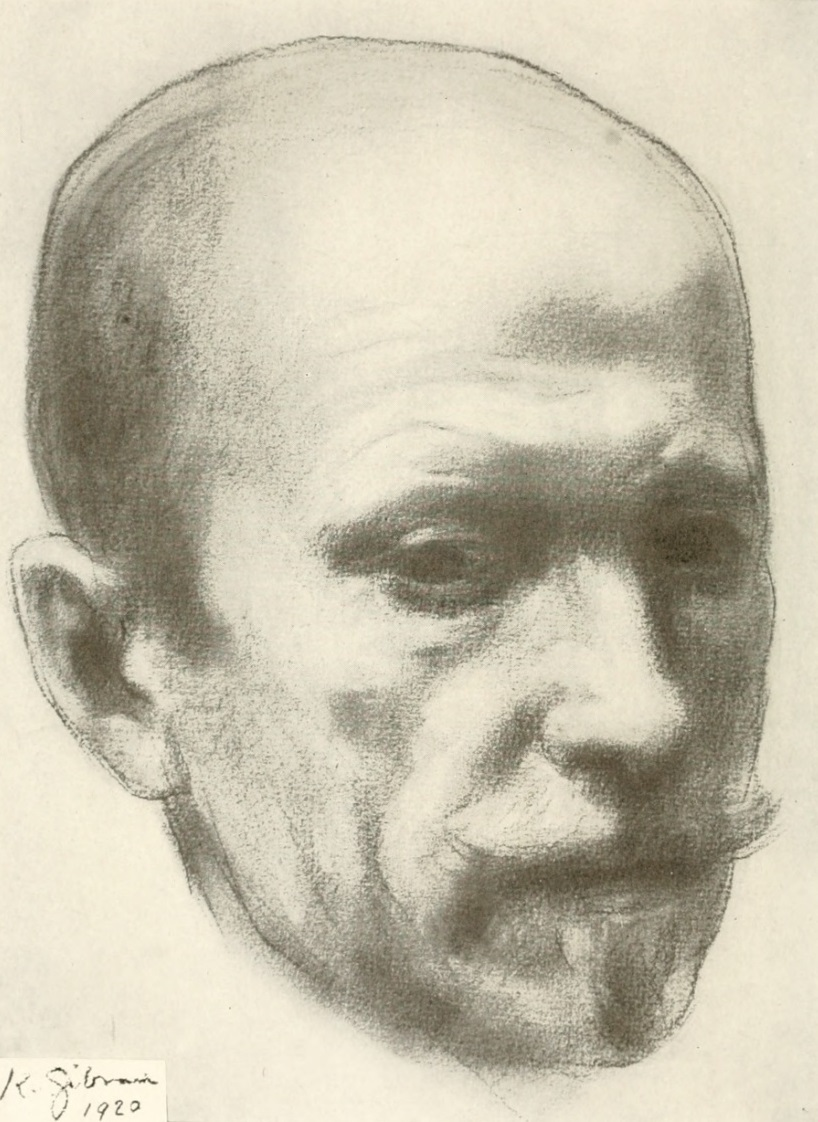
Retrat de Johan Bojer, 1920, de Kahlil Gibran

Bojer es recorda sobretot per Els emigrants, una novel·la important que tracta sobre les motivacions i els judicis dels noruecs emigrats a les planes de Dakota del Nord. El 1923, Bojer va viatjar a Litchville, Dakota del Nord, per investigar la vida dels immigrants noruecs que s'hi havien establert. El resultat de la seva visita es va convertir en una novel·la publicada originalment a Noruega com Vor egen stamme.

## Obres seleccionades
- Unge petroler - novel·la publicada amb el nom de Johan K. Hansson
- Et folketog - Una processó (1896)
- Troens magt - El poder d'una mentida (1903/anglès 1909)
- Fangen som sang (1913)
- Den store hunger - La gran fam (1916/anglès 1918)
- Den siste viking - El darrer dels víkings (1921/anglès 1923)
- Vor egen stamme - Els emigrants (1924/anglès 1925)
- Folk ved sjøen - La darrera lluita (1929/anglès 1931)